# Ryania spruceana
Ryania spruceana är en videväxtart som beskrevs av Joseph Vincent Monachino. Ryania spruceana ingår i släktet Ryania och familjen videväxter. Inga underarter finns listade i Catalogue of Life.